# Brittiska imperie- och samväldesspelen 1966
Brittiska imperie- och samväldesspelen 1966 (engelska: 1966 British Empire & Commonwealth Games) var de åttonde imperie- och samväldesspelen i ordningen. Spelen hölls Kingston i Jamaica mellan den 4 och 13 augusti 1966. Det var första gången som spelen arrangerades i Jamaica, och första gången spelen hölls utanför de "vita dominionerna".
Kingston utsågs till värdstad vid Commonwealth Games Federations möte under OS i Rom 1960, Kingston valdes med endast en röst mer än konkurrerande Edinburgh (17 röster mot 16). Även Salisbury i Sydrhodesia hade kandiderat men eliminerats i den första omgången av röstningen.

## Sporter
Vid Samväldesspelen 1966 tävlades det i 110 grenar i tio sporter. Programmet förändrades för första gången då bowls och rodd togs bort eftersom Jamaica saknade anläggningar som höll den nödvändiga standarden, de ersattes av badminton och skytte.
| Badminton Boxning Brottning Cykelsport Friidrott | Fäktning Simhopp Simning Skytte Tyngdlyftning |

## Medaljfördelning
Totalt delades 340 medaljer ut (110 guld, 110 silver och 120 brons). Jamaica blev den första värdnationen att inte ta någon guldmedalj i ett samväldesspel.
  *   Värdnation
| Pl.    | Nation              | Guld | Silver | Brons | Totalt |
| ------ | ------------------- | ---- | ------ | ----- | ------ |
| 1      | England             | 33   | 24     | 23    | 80     |
| 2      | Australien          | 23   | 28     | 22    | 73     |
| 3      | Kanada              | 14   | 20     | 23    | 57     |
| 4      | Nya Zeeland         | 8    | 5      | 13    | 26     |
| 5      | Ghana               | 5    | 5      | 2     | 9      |
| 5      | Trinidad och Tobago | 5    | 5      | 2     | 9      |
| 7      | Pakistan            | 4    | 1      | 4     | 9      |
| 8      | Kenya               | 4    | 1      | 3     | 8      |
| 9      | Indien              | 3    | 4      | 3     | 10     |
| 9      | Nigeria             | 3    | 4      | 3     | 10     |
| 11     | Wales               | 3    | 2      | 2     | 7      |
| 12     | Malaysia            | 2    | 2      | 1     | 5      |
| 13     | Skottland           | 1    | 4      | 4     | 9      |
| 14     | Nordirland          | 1    | 3      | 3     | 7      |
| 15     | Isle of Man         | 1    | 0      | 0     | 1      |
| 16     | Jamaica*            | 0    | 4      | 8     | 12     |
| 17     | Bahamas             | 0    | 1      | 0     | 1      |
| 17     | Bermuda             | 0    | 1      | 0     | 1      |
| 17     | Guyana              | 0    | 1      | 0     | 1      |
| 17     | Papua Nya Guinea    | 0    | 1      | 0     | 1      |
| 21     | Uganda              | 0    | 0      | 3     | 3      |
| 22     | Barbados            | 0    | 0      | 1     | 1      |
| Totalt | Totalt              | 137  | 133    | 153   | 423    |

## Deltagande länder

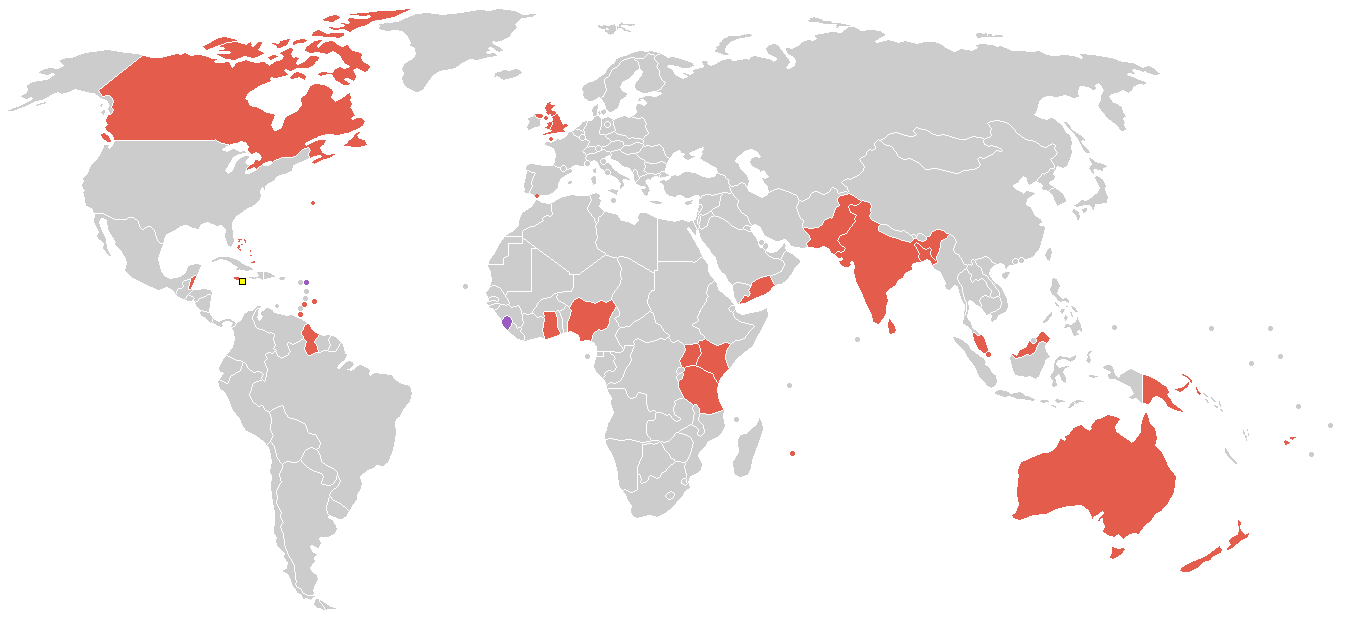
Deltagande länder, debutanter i lila.

Totalt deltog 1 316 idrottare och funktionärer från 34 nationer i spelen.

- Aden
- Antigua och Barbuda
- Australien
- Bahamas
- Barbados
- Belize
- Bermuda
- Ceylon
- Dominica
- England
- Fiji
- Gambia
- Ghana
- Gibraltar
- Grenada
- Guernsey
- Guyana
- Hongkong
- Indien
- Isle of Man
- Jamaica
- Jersey
- Kanada
- Kenya
- Malawi
- Malaysia
- Malta
- Mauritius
- Nigeria
- Nordirland
- Nya Zeeland
- Pakistan
- Papua Nya Guinea
- Saint Vincent och Grenadinerna
- Sierra Leone
- Singapore
- Skottland
- Sydarabien
- Swaziland
- Tanzania
- Trinidad och Tobago
- Uganda
- Wales
- Zambia